# Gig worker

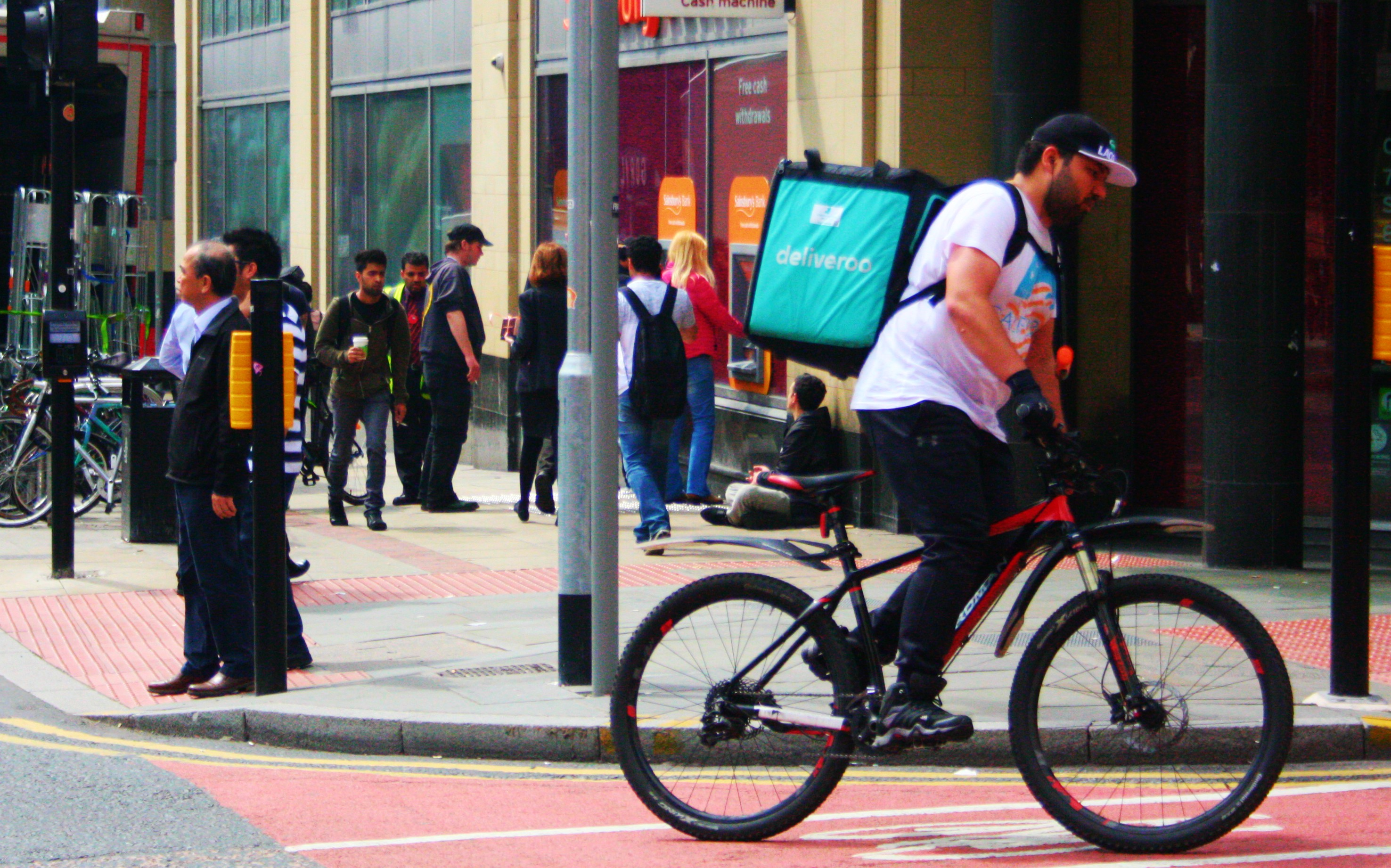
Một nhân viên giao hàng bằng xe đạp của Deliveroo ở Manchester, Anh

Gig worker (tạm dịch: người làm việc tạm thời theo hợp đồng) là những người có hợp đồng làm việc độc lập, nhân viên nền tảng trực tuyến, nhân viên theo hợp đồng, nhân viên làm theo yêu cầu, và người làm việc tạm thời. Người làm việc tạm thời ký kết các thỏa thuận chính thức với các công ty theo yêu cầu để cung cấp dịch vụ cho khách hàng của công ty.
Ở nhiều quốc gia, việc phân loại hợp pháp của gig worker vẫn đang được tranh luận, với các công ty phân loại nhân viên của họ là "cộng tác viên độc lập", trong khi những người ủng hộ lao động có tổ chức đã vận động để họ được phân loại là "nhân viên", điều này sẽ yêu cầu các công ty cung cấp đầy đủ các quyền lợi của nhân viên bình thường như thời gian nghỉ ốm được trả lương, dịch vụ chăm sóc sức khỏe do người sử dụng lao động cung cấp, quyền thương lượng và bảo hiểm thất nghiệp, v.v. Vào năm 2020, các cử tri ở California đã thông qua Dự luật 22 của California 2020, tạo ra sự phân loại nhân viên thứ ba, theo đó, những người lao động tạm thời theo hợp đồng (gig worker) được phân loại là người làm việc có ký kết hợp đồng, nhưng nhận được một số lợi ích, chẳng hạn như mức lương tối thiểu, hoàn trả chi tiêu và những lợi ích khác.

## Từ nguyên củagig
Gig có nhiều nghĩa khác nhau trong tiếng Anh, trong đó bao gồm nghĩa là một loại thuyền và một ngọn giáo. Nhưng nó có hai nghĩa chính, theo cách hiện đại và không chính thức: bất kỳ công việc hoặc vai trò được trả lương nào, đặc biệt là đối với một nhạc sĩ hoặc một nghệ sĩ biểu diễn và bất kỳ công việc nào, đặc biệt là công việc tạm thời.
Nguồn gốc của gig là không chắc chắn. Cách sử dụng sớm nhất của từ gig với nghĩa "bất kỳ công việc tạm thời được trả lương nào" là từ một tác phẩm năm 1952 của Jack Kerouac kể về hợp đồng biểu diễn của ông với tư cách là một nhân viên phanh tàu hỏa bán thời gian cho tuyến đường sắt Nam Thái Bình Dương.

## Nền tảng
Trong những năm 2000, sự chuyển đổi kỹ thuật số của nền kinh tế và công nghiệp phát triển nhanh chóng do sự phát triển của công nghệ thông tin và truyền thông như Internet và sự phổ biến của điện thoại thông minh. Do đó, các nền tảng theo yêu cầu dựa trên công nghệ kỹ thuật số đã tạo ra việc làm và các hình thức việc làm khác biệt với các giao dịch ngoại tuyến hiện có ở mức độ tiếp cận, sự thuận tiện và khả năng cạnh tranh về giá cả. Nói chung, "công việc" được mô tả như một người lao động toàn thời gian với số giờ làm việc được ấn định, bao gồm cả quyền lợi. Nhưng định nghĩa về công việc bắt đầu thay đổi khi điều kiện kinh tế thay đổi và tiến bộ công nghệ tiếp tục, và sự thay đổi trong nền kinh tế đã tạo ra một lực lượng lao động mới với đặc điểm là lao động độc lập và theo hợp đồng.
Uberisation hay uberization là một chủ nghĩa tân học mô tả việc thương mại hóa ngành dịch vụ hiện có của những người tham gia mới bằng cách sử dụng các nền tảng máy tính, chẳng hạn như ứng dụng di động, để tổng hợp các giao dịch giữa khách hàng và nhà cung cấp dịch vụ, thường bỏ qua vai trò của các bên trung gian hiện có như một phần của cái gọi là nền kinh tế nền tảng. Mô hình kinh doanh này có chi phí hoạt động khác biệt so với hình thức kinh doanh truyền thống. Thuật ngữ này có nguồn gốc từ tên công ty "Uber". Uberisation cũng làm dấy lên lo ngại về các quy định của chính phủ và thuế, trong chừng mực việc áp dụng chính thức nền kinh tế chia sẻ đã dẫn đến tranh chấp về mức độ mà nhà cung cấp dịch vụ thông qua nền tảng không bị kiểm soát phải chịu trách nhiệm đối với các quy định của công ty và nghĩa vụ thuế. Các định dạng kinh doanh không bị kiểm soát được đặc trưng bởi việc sử dụng một nền tảng số hóa cho phép các giao dịch ngang hàng hoặc bán ngang hàng, giảm thiểu khoảng cách giữa nhà cung cấp và khách hàng của dịch vụ, việc sử dụng hệ thống đánh giá cho chất lượng của dịch vụ được cung cấp bởi một nhà cung cấp.
Năm 2018, 36% công nhân Hoa Kỳ tham gia vào nền kinh tế hợp đồng (gig economy) thông qua công việc chính hoặc phụ của họ. Theo khảo sát, số người làm việc tại các nền kinh tế lớn thường chưa đến 10% dân số có khả năng kinh tế. Trong khi đó, người ta ước tính rằng quy mô lao động tạm thời (gig worker), bao gồm những người lao động độc lập hoặc không theo quy tắc, chiếm 20% đến 30% dân số hoạt động kinh tế ở Hoa Kỳ và Châu Âu.
Một nghiên cứu năm 2016 của McKinsey Global Institute kết luận rằng, trên khắp nước Mỹ và Anh, có tổng cộng 162 triệu người tham gia vào một số loại công việc độc lập. Hơn nữa, khoản thanh toán của họ được liên kết với các hợp đồng biểu diễn mà họ thực hiện, có thể là giao hàng, cho thuê hoặc các dịch vụ khác.
Bởi vì rất nhiều công việc tạm thời có thể được thực hiện trực tuyến, những gig worker tự nhận thấy mình đang cạnh tranh với nhau trong một 'thị trường lao động toàn cầu'.

## Sự khác biệt so với nhân viên tạm thời
Nhiều yếu tố tạo nên một công việc đáng mơ ước và các nhà tuyển dụng tốt nhất tập trung vào các khía cạnh công việc hấp dẫn nhất đối với lực lượng lao động ngày càng cạnh tranh và linh hoạt ngày nay. Người lao động truyền thống có mối quan hệ lâu dài giữa người sử dụng lao động và người lao động, trong đó người lao động được trả lương theo giờ hoặc năm, hưởng lương hoặc tiền công. Bên ngoài sự sắp xếp đó, công việc có xu hướng là tạm thời hoặc công nhân theo dự án được thuê để hoàn thành một nhiệm vụ cụ thể hoặc trong một khoảng thời gian nhất định. Điều phối công việc thông qua một công ty theo yêu cầu làm giảm chi phí đầu vào và vận hành cho các nhà cung cấp và cho phép sự tham gia của người lao động tạm thời hơn trong thị trường hợp đồng tạm thời (tức là, họ có sự linh hoạt hơn về giờ làm việc). Những người làm nghề tự do hay freelancer, bán các kỹ năng của họ để tối đa hóa sự tự do của họ, trong khi những người làm việc toàn thời gian tận dụng các nền tảng để nâng cấp kỹ năng của họ.

## Hợp đồng 0 giờ
Điều quan trọng là phải phân biệt việc làm trong nền kinh tế chia sẻ với việc làm thông qua hợp đồng không giờ, một thuật ngữ chủ yếu được sử dụng ở Vương quốc Anh để chỉ một hợp đồng trong đó người sử dụng lao động không có nghĩa vụ cung cấp bất kỳ số giờ làm việc tối thiểu nào cho người lao động. Việc làm trong nền kinh tế hợp đồng đòi hỏi phải nhận được tiền bồi thường cho một chỉ số hiệu suất chính, ví dụ, được định nghĩa là các bưu kiện được giao hoặc các chuyến taxi được tiến hành. Một tính năng khác là nhân viên có thể chọn từ chối nhận đơn đặt hàng. Mặc dù người sử dụng lao động không phải đảm bảo việc làm hoặc nhân viên cũng có thể từ chối nhận đơn hàng theo hợp đồng không giờ, nhưng người lao động theo hợp đồng như vậy được trả theo giờ và không trực tiếp thông qua các chỉ số liên quan đến kinh doanh như trong trường hợp của nền kinh tế hợp đồng.

## Ưu điểm và nhược điểm
Gig worker có mức độ linh hoạt, tự chủ, đa dạng nhiệm vụ và độ phức tạp cao. Nền kinh tế hợp đồng biểu diễn cũng làm dấy lên một số lo ngại. Đầu tiên, những công việc này thường mang lại ít lợi ích do người sử dụng lao động cung cấp và các biện pháp bảo vệ tại nơi làm việc. Thứ hai, sự phát triển công nghệ xảy ra tại nơi làm việc đã làm lu mờ các định nghĩa pháp lý của thuật ngữ "người lao động" và "người sử dụng lao động" theo những cách không thể tưởng tượng được khi các quy định về việc làm ở Hoa Kỳ như Đạo luật Wagner 1935 và Đạo luật Tiêu chuẩn Lao động Công bằng 1938 đã được tạo lập. Những cơ chế kiểm soát này có thể dẫn đến việc bị trả lương thấp, cô lập xã hội, làm việc ngoài xã hội và giờ giấc thất thường, làm việc quá sức, thiếu ngủ và kiệt sức.
Theo một báo cáo năm 2021 của Tổ chức Y tế Thế giới và Tổ chức Lao động Quốc tế, việc mở rộng nền kinh tế tạm thời (gig economy) có thể được coi là một yếu tố quan trọng dẫn đến sự gia tăng số ca tử vong của công nhân đối với những người làm việc trên 55 giờ một tuần (so với những người làm việc 35 –40), tăng từ 600.000 ca tử vong năm 2000 lên 750.000 ca năm 2016. Báo cáo cho thấy vào năm 2016, 9% dân số thế giới làm việc nhiều hơn 55 giờ hàng tuần và điều này phổ biến hơn ở nam giới cũng như người lao động ở khu vực Tây Thái Bình Dương và Đông Nam Á. Công việc cũng cho thấy kết quả sức khỏe tâm thần kém ở những gig worker.
Các cơ quan lập pháp đã thông qua các quy định nhằm bảo vệ người lao động trong nền kinh tế hợp đồng, chủ yếu bằng cách buộc người sử dụng lao động cung cấp cho người lao động hợp đồng với các quyền lợi thường có dành cho nhân viên truyền thống. Những người chỉ trích những quy định như vậy đã khẳng định rằng những nghĩa vụ này có hậu quả tiêu cực, với việc người sử dụng lao động hầu như không thể tránh khỏi việc giảm lương để bù đắp cho những lợi ích gia tăng hoặc thậm chí chấm dứt việc làm khi không còn thời hạn để giảm lương.

## Giới tính và gig work
Có một số khác biệt về giới tính trong công việc theo gig work từ số lượng phụ nữ tham gia đến chênh lệch tiền lương. Trên toàn cầu, sự khác biệt về giới trong sự tham gia của phụ nữ vào nền kinh tế hợp đồng là khác nhau. Ví dụ, ở Hoa Kỳ, lao động nữ chiếm 55% dân số gig work trong khi ở Ấn Độ, khoảng 28% gig worker là phụ nữ.

### Giới tính và trả tiền
Các tài liệu về chênh lệch lương bổng theo giới trong các nền kinh tế nền tảng là trái ngược nhau. Nhưng nhiều nghiên cứu cho thấy rằng phụ nữ tiếp tục kiếm được ít tiền hơn nam giới, ngay cả trong các nền kinh tế dựa trên nền tảng.

## Tương lai
Việc đo lường quy mô của lực lượng này là rất khó vì các định nghĩa khác nhau về những gì cấu thành "gig work"; hạn chế trong phương pháp thu thập dữ liệu thông qua điều tra hộ gia đình so với thông tin từ cơ sở kinh doanh; và các định nghĩa pháp lý khác nhau về người lao động theo các chính sách thuế, nơi làm việc và các chính sách công khác.
Quan trọng nhất, sự xuất hiện của gig work không phải là một xu hướng riêng lẻ, mà có liên quan đến những thay đổi rộng rãi trong nền kinh tế. Những tiến bộ trong toàn cầu hóa và công nghệ gây áp lực buộc các công ty phải phản ứng nhanh với những thay đổi của thị trường. Đảm bảo lao động thông qua các thỏa thuận phi truyền thống như làm việc theo hợp đồng sẽ cho phép các công ty nhanh chóng điều chỉnh quy mô lực lượng lao động của họ. Điều này có thể giúp các công ty tăng lợi nhuận của họ. Từ quan điểm này, gig work là một thành phần cơ bản của nền kinh tế ngày nay, và nó khó có thể biến mất sớm.
Trong cuốn sách của họ, The Gig Economy, Woodcock và Graham phác thảo bốn con đường tương lai thân thiện với người lao động cho nền kinh tế hợp đồng biểu diễn: tăng tính minh bạch, quy định tốt hơn, tổ chức tập thể mạnh mẽ hơn của người lao động và các nền tảng hoạt động như hợp tác xã hoặc cơ sở hạ tầng công cộng.